# Meridarchis tristriga
Meridarchis tristriga is een vlinder uit de familie van de Carposinidae. De wetenschappelijke naam van de soort werd voor het eerst geldig gepubliceerd in 1952 door Alexey Diakonoff.